# Норденадлер, Эбба
Эбба Каролина Магдалена Норденадлер, урождённая Вестер (швед. Ebba Karolina Magdalena Nordenadler; 18 марта 1864, Худиксвалль — 19 ноября 1931, лен Стокгольм) — шведская писательница и переводчица.

## Биография и творчество
Эбба Вестер родилась 18 марта 1864 года в Худиксвале. Она была единственным ребёнком доктора философии Маркуса Вестера и его жены Хильды Энгельке. Мать Эббы умерла, когда девочке было девять лет. В 1893 году Эбба Вестер закончила учёбу в Стокгольме, а в следующем году вышла замуж за лесника Арвида Германа Норденадлера. У них родились две дочери и сын.
В 1894 году Эбба Норденадлер опубликовала свои первые рассказы и переводы в Svenska Dagbladet. В 1899 году она написала роман «I Edsbro pension», опубликованный в 1900 году. Действие в нём происходило в школе для девочек; на сходную тему был написан и второй роман писательницы, «Den gamla prästgården: berättelse för flickor» (1901). Помимо детской литературы, Норденадлер интересовалась фольклором и этнологией и опубликовала несколько сборников сказок.
Помимо собственного литературного творчества, Эбба Норденадлер много переводила с норвежского, датского, немецкого и английского. В первую очередь это была детская литература и развлекательное чтение для взрослых, в том числе приключенческие и детективные романы. Она сама выбирала произведения, которые считала достойными перевода, и предлагала их издателям. В числе переведённых ею авторов были Фрэнсис Ходжсон Бернетт, Беатрис Харраден, Эдит Несбит и Роберт Лейтон. Ей также принадлежит шведский перевод «Кольца и розы» Теккерея.
Эбба Норденадлер продолжала активно переводить вплоть до своей смерти в 1931 году. В том же году три переведённых ею романа были опубликованы посмертно.